# Carmo Dalla Vecchia
Carmo Dalla Vecchia (Carazinho, 21 de agosto de 1970) é um ator e ex-modelo brasileiro.
Estreou como ator na minissérie Engraçadinha (1995), sendo alçado à fama em 2000 como protagonista da quinta temporada de Chiquititas. Passou pelas principais emissoras do Brasil – TV Globo, RecordTV, SBT, Band – destacando-se em papéis como Inácio de Pícara Sonhadora (2001), Luciano de Cobras & Lagartos (2006), Zé Bob de A Favorita (2008), Rei Augusto de Cordel Encantado (2011) e Maurílio de Império (2014).

## Biografia
Descendente de italianos, nasceu na cidade de Carazinho, no Rio Grande do Sul, mas mudou-se com a família para Santa Maria, no mesmo estado, em 1977, onde viveu até 1993, quando partiu para o Rio de Janeiro em busca da carreira artística. Carmo é convertido ao budismo.

### Vida Pessoal
Declaradamente homossexual, é casado desde 2006 com o autor João Emanuel Carneiro, com quem tem um filho, Pedro Rafael Carneiro Dalla Vecchia, nascido em agosto de 2019 e gestado por barriga de aluguel.

## Carreira
Em 1988 começou a carreira como modelo e dois anos depois venceu o Look of the Year, onde obteve um contrato com uma grande agência. Em 1994 começou a estudar teatro na Oficina de Atores da Rede Globo. Em 1995 deixou a carreira de modelo para focar-se como ator, estreando na minissérie Engraçadinha… Seus Amores e Seus Pecados, da diretora Denise Saraceni, onde interpretava Durval, filho da personagem principal. Com mais de vinte anos de carreira, o ator fez papéis variados na televisão. No teatro, Carmo atuou em inúmeras peças e produziu o espetáculo Estranho Casal. O ator recebeu também convites para o cinema, onde se destacou como um dependente químico no filme Onde Andará Dulce Veiga?. Em 2000 se mudou para Argentina onde interpretou Rian, par romântico de Carolina (Flavia Monteiro) na telenovela infanto-juvenil Chiquititas.
Deu vida ao misterioso Luciano de Cobras & Lagartos, personagem esse que deu ao ator o reconhecimento na mídia. Em 2008, viveu o jornalista Zé Bob, protagonista masculino de A Favorita. Também atuou como Alcino, em Cama de Gato, um dos personagens centrais da novela das seis global. No ano de 2010 o ator emagreceu 15 kg e deixou a barba crescer para interpretar o bandeirante Silvério no seriado A Cura. Já em abril de 2011 entrou no ar a telenovela Cordel Encantado na qual Carmo interpreta o Rei Augusto de Seráfia, um dos protagonistas centrais da trama. Em 2012, viveu um antagonista na trama das seis Amor Eterno Amor no papel do ambicioso Fernando Sobral.  Em 2013, interpretou o vilão Manfred em Joia Rara. Em 2014, integra o elenco de Império no papel de Maurílio. Em 2015 entrou pro elenco de A Regra do Jogo, interpretando o problemático Cézar. Em abril de 2017, estreou na minissérie Di Prade in Figlia (De pai para filha), da Rai 1, uma das maiores emissoras de TV da Itália. Em 2018, interpretou Rafael em Malhação: Vidas Brasileiras.
Seu último trabalho em teatro foi em 2019 na versão brasileira oficial do espetáculo musical Billy Elliot na pele de Jack Elliot, pai de Billy Elliot e do primogênito Tony Elliot, sendo o caçula interpretado por Pedro Souza, Richard Marques e Tiago Fernandis, e o mais velho interpretado por Beto Sargentelli.
Em 2013 faz sua primeira exposição fotográfica chamada "Tíbias, cérebros, crânios, rádios e úmeros", na Galeria Sérgio Gonçalves na cidade do Rio de Janeiro.

## Filmografia

### Televisão
| Ano  | Título                                   | Personagem                                          | Nota(s)                                                   |
| ---- | ---------------------------------------- | --------------------------------------------------- | --------------------------------------------------------- |
| 1994 | Incrível, Fantástico, Extraordinário     | Amigo de Carlos                                     | Episódio: "O Baile"                                       |
| 1995 | Engraçadinha: Seus Amores e Seus Pecados | Durval                                              |                                                           |
| 1995 | Cara & Coroa                             | Fábio Brandão (Fabinho)                             |                                                           |
| 1996 | Perdidos de Amor                         | Dalton Vinicius Lopes                               |                                                           |
| 1997 | Você Decide                              | Lucas                                               | Episódio: "Terra"                                         |
| 1997 | Canoa do Bagre                           | João Batista                                        |                                                           |
| 1998 | Serras Azuis                             | Silvaninho                                          |                                                           |
| 1998 | Contos de Natal                          | Frederico                                           | Episódio: "Amor Incondicional"                            |
| 1999 | Você Decide                              | Diogo                                               | Episódio: "Amor em Pedaços"                               |
| 2000 | Chiquititas                              | Rian Bragança D’Ávila                               | Temporada 5                                               |
| 2001 | Pícara Sonhadora                         | Inácio                                              |                                                           |
| 2003 | A Casa das Sete Mulheres                 | Batista                                             | Episódio: "19 de março"                                   |
| 2004 | Linha Direta                             | Alberto Jorge Bandeira                              | Episódio: "O Crime do Sacopã"                             |
| 2004 | Seus Olhos                               | Sérgio Moura                                        | Episódios: "18–25 de maio"                                |
| 2004 | Começar de Novo                          | Cabo Tenório Santos                                 |                                                           |
| 2005 | Sob Nova Direção                         | Aldo                                                | Episódios: "A Mensalista" e "Em Algum Lugar do Reservado" |
| 2006 | Linha Direta                             | José Ramos                                          | Episódio: "Crimes da Rua do Arvoredo"                     |
| 2006 | JK                                       | Carlos Vasconcelos                                  |                                                           |
| 2006 | Cobras & Lagartos                        | Luciano Botelho Pasquim / Martim                    |                                                           |
| 2007 | Dança dos Famosos                        | Participante (3° lugar)                             | Temporada 4                                               |
| 2008 | A Favorita                               | José Roberto Barbosa (Zé Bob)                       |                                                           |
| 2009 | Cama de Gato                             | Alcino Rodrigues                                    |                                                           |
| 2010 | A Cura                                   | José Silvério de Andrade                            |                                                           |
| 2011 | Cordel Encantado                         | Rei Augusto Frederico III Ávila de Seráfia do Norte |                                                           |
| 2012 | Amor Eterno Amor                         | Fernando Sobral                                     |                                                           |
| 2012 | Amor Eterno Amor                         | Leôncio Borges                                      |                                                           |
| 2013 | Joia Rara                                | Manfred Ducke López                                 |                                                           |
| 2014 | Os Homens São de Marte...                | Claudio                                             | Temporada 1                                               |
| 2014 | Império                                  | Maurílio Ferreira / Renato Silviano Júnior          |                                                           |
| 2015 | A Regra do Jogo                          | César / Rodrigo                                     | Episódios: "7 de dezembro–25 de fevereiro"                |
| 2017 | Di Padre In Figlia                       | Jorge                                               |                                                           |
| 2017 | Os Trapalhões                            | Men-Tecapto                                         | Episódio: "1 de outubro"                                  |
| 2018 | Malhação: Vidas Brasileiras              | Rafael Porto                                        | Temporada 26                                              |
| 2019 | Órfãos da Terra                          | Paul Abbas                                          |                                                           |
| 2021 | Super Dança dos Famosos                  | Participante (13° lugar)                            | Temporada 18                                              |
| 2022 | Cara e Coragem                           | Alfredo Laes                                        |                                                           |
| 2023 | Amor Perfeito                            | Érico Requião                                       |                                                           |
| 2023 | Batalha do Lip Sync                      | Participante (2º lugar)                             | Temporada 2                                               |
| 2025 | The Masked Singer Brasil                 | Vlad (12º lugar)                                    | Temporada 5                                               |

### Cinema
| Ano  | Título                   | Personagem | Nota(s)        |
| ---- | ------------------------ | ---------- | -------------- |
| 2000 | Cronicamente Inviável    | Ele mesmo  |                |
| 2008 | Onde Andará Dulce Veiga? | Rauderio   |                |
| 2015 | Pedaços                  | Ricardo    | Curta-metragem |
| 2019 | Amor Assombrado          | Cláudio    |                |

### Videos musicais
| Ano  | Canção                  | Artista |
| ---- | ----------------------- | ------- |
| 2016 | "La Belle Indefference" | Maldita |

## Teatro
| Ano  | Título                                       | Personagem       |
| ---- | -------------------------------------------- | ---------------- |
| 1994 | Eduardo II                                   | —                |
| 1996 | Se Você Me Ama...                            | —                |
| 1996 | Nó de Gravata                                | Matheus          |
| 1996 | Giovanni - O Musical                         | Giovanni         |
| 1999 | Cinderela                                    | Gardel           |
| 1999 | Endependência                                | —                |
| 2001 | A Luta Secreta de Maria da Encarnação        | Evaristo         |
| 2002 | O Doente Imaginário                          | Cleanto          |
| 2003 | 1/4 de Amor                                  | Gustavo          |
| 2005 | Cleópatra?                                   | —                |
| 2007 | Paixão de Cristo de Nova Jerusalém           | Jesus Cristo     |
| 2009 | Encenação da Fundação da Vila de São vicente | Martin Afonso    |
| 2009 | Estranho Casal - The Odd Couple              | Oscar            |
| 2015 | CAESAR - como construir um Império           | Vários           |
| 2017 | Forever Young, O Musical                     | Carmo            |
| 2018 | 1984                                         | O'Brien          |
| 2019 | Billy Elliot - O Musical                     | Jackie Elliot    |
| 2022 | 12 Anos ou A Memória da Queda                | Tubarão          |
| 2025 | Corte Fatal                                  | Anthony Penteado |

## Prêmios e indicações
| Ano  | Prêmio                          | Categoria                              | Trabalho                 | Resultado |
| ---- | ------------------------------- | -------------------------------------- | ------------------------ | --------- |
| 2007 | Prêmio Contigo! de TV           | Melhor Par Romântico (com Cleo)        | Cobras & Lagartos        | Indicado  |
| 2008 | 18º Festival de Cinema de Natal | Melhor Ator Coadjuvante                | Onde Andará Dulce Veiga? | Venceu    |
| 2008 | Melhores do Ano                 | Melhor Ator                            | A Favorita               | Indicado  |
| 2009 | Prêmio Contigo! de TV           | Melhor Ator                            | A Favorita               | Indicado  |
| 2013 | Prêmio Quem de Televisão        | Melhor Ator Coadjuvante                | Joia Rara                | Indicado  |
| 2015 | Prêmio Contigo! de TV           | Melhor Ator Coadjuvante                | Império                  | Indicado  |
| 2016 | Prêmio Qualidade Brasil         | Melhor Ator de Musical                 | Forever Young            | Indicado  |
| 2021 | Poc Awards                      | Poc do Ano                             | Carmo Dalla Vecchia      | Indicado  |
| 2021 | Poc Awards                      | Ator                                   | Carmo Dalla Vecchia      | Venceu    |
| 2023 | Prêmio ArteBlitz de Novela      | Melhor Ator Coadjuvante (voto popular) | Amor Perfeito            | Venceu    |
| 2024 | Prêmio iBest                    | Protagonista Influenciador             | Amor Perfeito            | Pendente  |
| 2024 | Prêmio iBest                    | LGBTQIA+                               | Carmo Dalla Vecchia      | Pendente  |